# 西印度醋栗
西印度醋栗，为葉下珠科油柑属下的一个种。

## 註解
1. ↑  油柑属原本分類在大戟科的葉下珠亞科，2003年葉下珠亞科獨立為葉下珠科。

## 扩展阅读
- 維基物種上的相關：西印度醋栗